# Pech (rivière)
Pour les articles homonymes, voir Pech (homonymie).
La Pech  est une rivière qui coule dans la partie orientale de l'Afghanistan (province de Kounar) et au nord-ouest du Pakistan. C'est un affluent qui se jette en rive gauche de la rivière Kunar à Assadâbâd, qui se jette dans la Kaboul en rive gauche, donc du bassin de l'Indus.